# Шанхайский блюз
«Шанхайский блюз» (кит. трад. 上海之夜, палл. Шан хай чжи йен, англ. Shanghai Blues) — гонконгская комедия 1984 года, режиссёр Цуй Харк. Главные роли в фильме исполнили Кенни Би, Сильвия Чан, Салли Е и Лолетта Ли.
Картина получила 9 номинаций на 4-й Гонконгской кинопремии.

## Сюжет
Действие картины разворачивается в Шанхае в 1937 году во время Японо-китайской войны. Дунг Гвокман (Кенни Би), которого должны вот-вот отправить на фронт, встречает юную девушку Аак-сю под мостом во время налёта японских бомбардировщиков. Молодые люди договариваются встретиться после окончания войны, не зная друг о друге ничего. Но когда Гвокман возвращается, женщины, по которой он тосковал десять лет, нигде нет. Вскоре он знакомится с певицей из ночного клуба Шу-Шу (Сильвия Чан) и странной молодой женщиной, которую называют Табуреткой (Салли Е). Фильм изобилует серией романтических и нелепых комедийных сцен.

## В ролях
- Кенни Би — Дунг Гвокман
- Сильвия Чан — Шу-Шу
- Салли Е[англ.] — Табуретка
- Кен Бойл — Грубый европеец
- Лолетта Ли — Чикен Фун
- Нам-Нган Чунг
- Генри Фун
- Фун Кин-Мань — Лысый Богач
- Фун Хак-Он — Ма
- Веллингтон Фун
- Юн-Чуен Гынг
- Мэн Хуан
- Анна Ло
- Эдвард Люн

## Награды и номинации
| Награды                    | Награды                           | Награды                             | Награды   |
| Кинопремия                 | Категория                         | Лауреат / претендент                | Результат |
| -------------------------- | --------------------------------- | ----------------------------------- | --------- |
| 4-я Гонконгская кинопремия | Лучший фильм                      | Шанхайский блюз                     | Номинация |
| 4-я Гонконгская кинопремия | Лучшая режиссёрская работа        | Цуй Харк                            | Номинация |
| 4-я Гонконгская кинопремия | Лучшая женская роль               | Сильвия Чан                         | Номинация |
| 4-я Гонконгская кинопремия | Лучшая женская роль второго плана | Лолетта Ли                          | Номинация |
| 4-я Гонконгская кинопремия | Лучший новый актёр                | Лолетта Ли                          | Номинация |
| 4-я Гонконгская кинопремия | Лучший монтаж                     | Нг Кам-Ва, Чоу Сиу-Лам              | Номинация |
| 4-я Гонконгская кинопремия | Лучшая работа художника           | А-Юнг Хинг-И                        | Номинация |
| 4-я Гонконгская кинопремия | Лучшая музыка                     | Джеймс Вонг, Тан Сиу-Лам            | Номинация |
| 4-я Гонконгская кинопремия | Лучшая песня                      | Джеймс Вонг • Исполнитель: Салли Йе | Номинация |